# Cabinda (město)

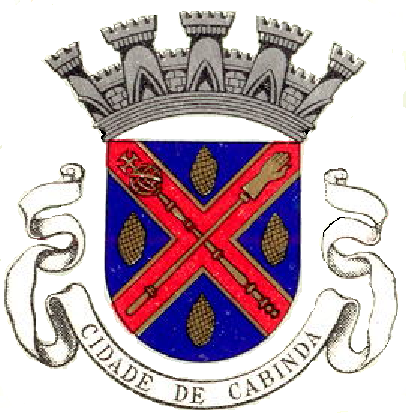
Znak města z doby portugalské nadvlády

Cabinda (v místním jazyce Tchiowa) je město nacházející se v provincii Cabinda, která je exklávou Angoly, protože od jednotného státu ji odděluje území Konžské demokratické republiky.
Město bylo původně založeno okolo portugalského přístavu a bylo určeno především pro obchod s otroky.
V přímořských oblastech provincie jsou bohatá naleziště ropy.
Ve městě je multifunkční stadion Estádio Nacional do Chiazi.